# Recopa de Costa Rica 2024
La Recopa de Costa Rica de 2024 fue la cuarta edición de la Recopa de Costa Rica.
El certamen se disputó entre la Liga Deportiva Alajuelense, ganador del torneo de Copa 2023, y el Deportivo Saprissa, ganador de los campeonatos Apertura 2023 y Clausura 2024. El duelo tuvo fecha y lugar el 17 de julio de 2024 en el Estadio Nacional.

## Equipos participantes
| Equipo             | Vía de clasificación                      |
| ------------------ | ----------------------------------------- |
| Deportivo Saprissa | Campeón del Apertura 2023 y Clausura 2024 |
| L. D. Alajuelense  | Campeón de Copa 2023                      |

## Reporte de partido
| 17 de julio de 2024 | Deportivo Saprissa | 1:3 (1:0) | L. D. Alajuelense                  | Estadio Nacional, San José |                          |
| 20:00               | Díaz 4'            | Reporte   | Toril 49' · Campos 66' · Toril 83' | Árbitra: Marianela Araya   | Árbitra: Marianela Araya |

| 18    | POR   | Esteban Alvarado  |     |
| 32    | DEF   | Kliver Gómez      |     |
| 4     | DEF   | Kendall Waston    | 62' |
| 15    | DEF   | Douglas Sequeira  |     |
| 25    | DEF   | Jorkaeff Azofeifa |     |
| 20    | MED   | Mariano Torres    |     |
| 17    | MED   | Yoserth Hernández | 54' |
| 30    | MED   | Ulises Segura     | 62' |
| 9     | DEL   | Javon East        |     |
| 11    | DEL   | Luis Díaz         | 62' |
| 14    | DEL   | Ariel Rodríguez   | 45' |
| D. T. | D. T. | Vladimir Quesada  |     |

| 23    | POR   | Leonel Moreira      |     |
| 2     | DEF   | Carlos Martínez     | 46' |
| 3     | DEF   | Manjrekar James     |     |
| 13    | DEF   | Alexis Gamboa       |     |
| 27    | DEF   | Ian Lawrence        |     |
| 8     | MED   | Larry Angulo        | 46' |
| 5     | MED   | Celso Borges        |     |
| 14    | MED   | Iago Falque         | 63' |
| 97    | DEL   | Anderson Canhoto    | 77' |
| 11    | DEL   | Diego Campos        |     |
| 9     | DEL   | Jonathan Moya       | 46' |
| D. T. | D. T. | Alexandre Guimarães |     |

| 40 | POR | Abraham Madriz   | 45' |
| 22 | MED | Youstin Salas    | 54' |
| 6  | MED | Jefferson Brenes | 62' |
| 24 | DEL | Orlando Sinclair | 62' |
| 41 | DEL | Warren Madrigal  | 62' |

| 19 | DEL | Alberto Toril  | 46' |
| 35 | MED | Rashir Parkins | 46' |
| 26 | DEF | Fernando Piñar | 46' |
| 10 | MED | Aarón Suárez   | 63' |
| 34 | MED | Creichel Pérez | 77' |

| 1:0 | 4' | Luis Díaz |

| 1:1 1:2 1:3 | 49' · 66' · 83' | Alberto Toril Diego Campos Alberto Toril |

| 25' · 88' · 90+1' | Ariel Rodríguez Mariano Torres Youstin Salas |

| 24' · 37' · 47' · 52' · 90+4' · 90+5' | Carlos Martínez Larry Angulo Jonathan Moya Fernando Piñar Diego Campos Aarón Suárez |

| 42' | Esteban Alvarado |

| Principal  | Marianela Araya |
| Asistentes | William Chow    |
|            | Víctor Ramírez  |
| Cuarto     | Carlos Salazar  |

| 18    | POR   | Esteban Alvarado  |     |
| 32    | DEF   | Kliver Gómez      |     |
| 4     | DEF   | Kendall Waston    | 62' |
| 15    | DEF   | Douglas Sequeira  |     |
| 25    | DEF   | Jorkaeff Azofeifa |     |
| 20    | MED   | Mariano Torres    |     |
| 17    | MED   | Yoserth Hernández | 54' |
| 30    | MED   | Ulises Segura     | 62' |
| 9     | DEL   | Javon East        |     |
| 11    | DEL   | Luis Díaz         | 62' |
| 14    | DEL   | Ariel Rodríguez   | 45' |
| D. T. | D. T. | Vladimir Quesada  |     |

| 23    | POR   | Leonel Moreira      |     |
| 2     | DEF   | Carlos Martínez     | 46' |
| 3     | DEF   | Manjrekar James     |     |
| 13    | DEF   | Alexis Gamboa       |     |
| 27    | DEF   | Ian Lawrence        |     |
| 8     | MED   | Larry Angulo        | 46' |
| 5     | MED   | Celso Borges        |     |
| 14    | MED   | Iago Falque         | 63' |
| 97    | DEL   | Anderson Canhoto    | 77' |
| 11    | DEL   | Diego Campos        |     |
| 9     | DEL   | Jonathan Moya       | 46' |
| D. T. | D. T. | Alexandre Guimarães |     |

| 40 | POR | Abraham Madriz   | 45' |
| 22 | MED | Youstin Salas    | 54' |
| 6  | MED | Jefferson Brenes | 62' |
| 24 | DEL | Orlando Sinclair | 62' |
| 41 | DEL | Warren Madrigal  | 62' |

| 19 | DEL | Alberto Toril  | 46' |
| 35 | MED | Rashir Parkins | 46' |
| 26 | DEF | Fernando Piñar | 46' |
| 10 | MED | Aarón Suárez   | 63' |
| 34 | MED | Creichel Pérez | 77' |

| 1:0 | 4' | Luis Díaz |

| 1:1 1:2 1:3 | 49' · 66' · 83' | Alberto Toril Diego Campos Alberto Toril |

| 25' · 88' · 90+1' | Ariel Rodríguez Mariano Torres Youstin Salas |

| 24' · 37' · 47' · 52' · 90+4' · 90+5' | Carlos Martínez Larry Angulo Jonathan Moya Fernando Piñar Diego Campos Aarón Suárez |

| 42' | Esteban Alvarado |

| Principal  | Marianela Araya |
| Asistentes | William Chow    |
|            | Víctor Ramírez  |
| Cuarto     | Carlos Salazar  |

| 18    | POR   | Esteban Alvarado  |     |
| 32    | DEF   | Kliver Gómez      |     |
| 4     | DEF   | Kendall Waston    | 62' |
| 15    | DEF   | Douglas Sequeira  |     |
| 25    | DEF   | Jorkaeff Azofeifa |     |
| 20    | MED   | Mariano Torres    |     |
| 17    | MED   | Yoserth Hernández | 54' |
| 30    | MED   | Ulises Segura     | 62' |
| 9     | DEL   | Javon East        |     |
| 11    | DEL   | Luis Díaz         | 62' |
| 14    | DEL   | Ariel Rodríguez   | 45' |
| D. T. | D. T. | Vladimir Quesada  |     |

| 23    | POR   | Leonel Moreira      |     |
| 2     | DEF   | Carlos Martínez     | 46' |
| 3     | DEF   | Manjrekar James     |     |
| 13    | DEF   | Alexis Gamboa       |     |
| 27    | DEF   | Ian Lawrence        |     |
| 8     | MED   | Larry Angulo        | 46' |
| 5     | MED   | Celso Borges        |     |
| 14    | MED   | Iago Falque         | 63' |
| 97    | DEL   | Anderson Canhoto    | 77' |
| 11    | DEL   | Diego Campos        |     |
| 9     | DEL   | Jonathan Moya       | 46' |
| D. T. | D. T. | Alexandre Guimarães |     |

| 40 | POR | Abraham Madriz   | 45' |
| 22 | MED | Youstin Salas    | 54' |
| 6  | MED | Jefferson Brenes | 62' |
| 24 | DEL | Orlando Sinclair | 62' |
| 41 | DEL | Warren Madrigal  | 62' |

| 19 | DEL | Alberto Toril  | 46' |
| 35 | MED | Rashir Parkins | 46' |
| 26 | DEF | Fernando Piñar | 46' |
| 10 | MED | Aarón Suárez   | 63' |
| 34 | MED | Creichel Pérez | 77' |

| 1:0 | 4' | Luis Díaz |

| 1:1 1:2 1:3 | 49' · 66' · 83' | Alberto Toril Diego Campos Alberto Toril |

| 25' · 88' · 90+1' | Ariel Rodríguez Mariano Torres Youstin Salas |

| 24' · 37' · 47' · 52' · 90+4' · 90+5' | Carlos Martínez Larry Angulo Jonathan Moya Fernando Piñar Diego Campos Aarón Suárez |

| 42' | Esteban Alvarado |

| Principal  | Marianela Araya |
| Asistentes | William Chow    |
|            | Víctor Ramírez  |
| Cuarto     | Carlos Salazar  |

| 18    | POR   | Esteban Alvarado  |     |
| 32    | DEF   | Kliver Gómez      |     |
| 4     | DEF   | Kendall Waston    | 62' |
| 15    | DEF   | Douglas Sequeira  |     |
| 25    | DEF   | Jorkaeff Azofeifa |     |
| 20    | MED   | Mariano Torres    |     |
| 17    | MED   | Yoserth Hernández | 54' |
| 30    | MED   | Ulises Segura     | 62' |
| 9     | DEL   | Javon East        |     |
| 11    | DEL   | Luis Díaz         | 62' |
| 14    | DEL   | Ariel Rodríguez   | 45' |
| D. T. | D. T. | Vladimir Quesada  |     |

| 23    | POR   | Leonel Moreira      |     |
| 2     | DEF   | Carlos Martínez     | 46' |
| 3     | DEF   | Manjrekar James     |     |
| 13    | DEF   | Alexis Gamboa       |     |
| 27    | DEF   | Ian Lawrence        |     |
| 8     | MED   | Larry Angulo        | 46' |
| 5     | MED   | Celso Borges        |     |
| 14    | MED   | Iago Falque         | 63' |
| 97    | DEL   | Anderson Canhoto    | 77' |
| 11    | DEL   | Diego Campos        |     |
| 9     | DEL   | Jonathan Moya       | 46' |
| D. T. | D. T. | Alexandre Guimarães |     |

| 40 | POR | Abraham Madriz   | 45' |
| 22 | MED | Youstin Salas    | 54' |
| 6  | MED | Jefferson Brenes | 62' |
| 24 | DEL | Orlando Sinclair | 62' |
| 41 | DEL | Warren Madrigal  | 62' |

| 19 | DEL | Alberto Toril  | 46' |
| 35 | MED | Rashir Parkins | 46' |
| 26 | DEF | Fernando Piñar | 46' |
| 10 | MED | Aarón Suárez   | 63' |
| 34 | MED | Creichel Pérez | 77' |

| 1:0 | 4' | Luis Díaz |

| 1:1 1:2 1:3 | 49' · 66' · 83' | Alberto Toril Diego Campos Alberto Toril |

| 25' · 88' · 90+1' | Ariel Rodríguez Mariano Torres Youstin Salas |

| 24' · 37' · 47' · 52' · 90+4' · 90+5' | Carlos Martínez Larry Angulo Jonathan Moya Fernando Piñar Diego Campos Aarón Suárez |

| 42' | Esteban Alvarado |

| Principal  | Marianela Araya |
| Asistentes | William Chow    |
|            | Víctor Ramírez  |
| Cuarto     | Carlos Salazar  |

|                     |
| Campeón Alajuelense |
| 2.do título         |